# Nord 1601
Nord 1601 byl francouzský experimentální letoun navržený a postavený firmou Nord Aviation a určený ke zkoumání aerodynamických vlastností šípového křídla a příbuzných vztlakových těles.

## Vznik a vývoj
Typ 1601 byl středoplošník se samonosným křídlem o úhlu šípovitosti 33 °. Křídlo bylo opatřeno spoilery, sloty na náběžné hraně, a na odtokové hraně křidélky a vztlakovými klapkami. Zatahovací podvozek byl příďového typu a pohon zajišťovala dvojice proudových motorů Rolls-Royce Derwent podvěšených pod kořeny křídla. Uzavřený kokpit byl vybaven vystřelovacím sedadlem značky Martin-Baker. První prototyp, imatrikulovaný F-WFKK, poprvé vzlétl 24. ledna 1950.

## Varianty
Nord 1600
Projektovaný stíhací letoun k jehož stavbě nedošlo.
Nord 1601
Experimentální letoun pro výzkum aerodynamiky vysokých rychlostí vzniklý v jednom exempláři.

## Specifikace (1601)
Údaje dle

### Technické údaje
- Osádka: 1
- Délka: 11,62 m
- Rozpětí: 12,40 m
- Nosná plocha: 30,2 m²
- Výška: 3,67 m
- Prázdná hmotnost: 4 710 kg
- Vzletová hmotnost: 6 700 kg
- Pohonná jednotka: 2 × proudový motor Rolls-Royce Derwent 5
- Tah pohonné jednotky: 17,8 kN každá

### Výkony
- Maximální rychlost: 1 000 km/h
- Dolet: 1 135 km/h
- Praktický dostup: 12 000 m